# Eric Holterhues
Eric Holterhues (Rotterdam, 16 mei 1972) is een Nederlands politicus en lid van de ChristenUnie (CU). Sinds 13 juni 2023 is hij lid van de  Eerste Kamer namens die partij.

## Biografie

### Jeugd en onderwijs
Holterhues werd geboren in 1972 in Rotterdam-Zuid als oudste zoon uit een gezin van twee kinderen. Hij ging van 1984 tot 1990 naar de rooms-katholieke scholengemeenschap Sint-Montfortcollege in Rotterdam waar hij in 1990 VWO-B afrondde. Na de middelbare school werd hij dienstplichtig militair en diende hij onder andere als kanonnier der eerste klasse bij de luchtdoelartillerie op de kazerne in 't Harde.
Vanaf 1991 studeerde hij Theologie aan de toenmalige Katholieke Theologische Universiteit te Utrecht (thans School of Catholic Theology van de Universiteit Tilburg). Naast zijn studie Theologie volgde hij aanvullende vakken bij beleid en management (Universiteit Utrecht), communicatie en pr (Radboud Universiteit Nijmegen) en een aantal economische vakken (Universiteit Utrecht). In 1999 studeerde hij ‘met genoegen’ af in Systematische Theologie.

### Loopbaan
Na zijn studie werkte Holterhues een jaar bij de KRO - alwaar hij ook tijdens zijn studie stage had gelopen - als bureauredacteur van verschillende programma’s. In 2000 volgde hij het leer-werkjaar van organisatieadviesbureau NPI in Zeist waar hij onder andere een project deed bij Triodos Bank. In 2000 kwam hij in dienst bij de Triodos Bank en werd hij assistent accountmanager op de afdeling zakelijke relaties. Hij groeide snel door tot senior accountmanager. Van 2006 tot en met 2010 vervulde hij diverse managementfuncties op de afdeling zakelijke relaties. In 2010 stapte Holterhues over naar Triodos Investment Management en werd hij verantwoordelijk voor twee businesslines met beleggingsfondsen rond een inhoudelijk thema.
In 2017 werd Holterhues directeur-bestuurder van Oikocredit Nederland. Sinds 1 december 2023 is Holterhues Director Partnerships for Impact bij FMO. 
Op 13 juni 2023 werd Holterhues als eerste belijdend rooms-katholiek en openlijk homoseksueel CU-lid geïnstalleerd als lid van de Eerste Kamer.

### Nevenfuncties
Naast zijn hoofdfuncties vervult  Holterhues diverse nevenfuncties. Zo was hij onder andere lid van de Expert Group Access to Finance in the Cultural and Creative Sector van de Europese Commissie (2013-2015), lid van de kring van vaste adviseurs van de Raad voor Cultuur (2013-2021), Vicevoorzitter van de Raad van Toezicht Stadsschouwburg Utrecht (2012-2019), Lid van de Raad van Toezicht en voorzitter van de auditcommissie Gerrit Rietveld Academie (2016-2023), Lid van de Financiële Adviesraad Nederlandse en Vlaamse regio van de Jezuïeten (2013-2023), Voorzitter van de Raad van Toezicht Museum Ons' Lieve Heer op Solder (2016-2023) en lid van het Curatorium van het Wetenschappelijk Instituut van de ChristenUnie (2022–2023). 
Sinds 2024 is Holterhues lid van de Raad van Toezicht van KRO-NCRV, adviseur van het curatorium van het Wetenschappelijk Instituut van de ChristenUnie en lid van de Raad van Advies van het Laudato Si’ Instituut van de Radboud Universiteit.
Eric Holterhues · Tineke Huizinga · Hendrik-Jan Talsma